# Волфганг Бектъл
Волфганг Валтер Бектъл (на немски: Wolfgang Walter Bechtle) е немски журналист, преводач и писател на юношеска литература. Пише под псевдонима Волф Дуриан (на немски: Wolf Durian).

## Биография и творчество
Волфганг Бектъл е роден на 19 октомври 1892 г. в Щутгарт, Германия. От малък обича приключенските романи и още на 13 г. се е опитал да избяга в Америка като пътник без билет, но в Антверпен е хванат и върнат в къщи.
След завършването на гимназията изпълнява мечтата си и заминава за Америка. Там работи като мияч на чинии, дървосекач в Монтана, градинар в Айдахо, коубой и пощенски служител в Мексико. Завръща се в Германия и следва немски език и зоология. След дипломирането си в началото на 20-те работи като преводач и редактор на научно-популярното списание списания „Cosmos“ в Щутгарт. От 1924 г. е главен редактор на берлинското детско списание „Der heitere Fridolin“, издание за „спорт, игри, забавления и приключения“.
Списанието се нуждае от вълнуваща детска история, с която се заема Волфганг Бектъл. Първото му и най-популярно произведение е „Момчето от сандъка“. Първоначално е публикувано като серия в списание „Der heitere Fridolin“, а през 1926 г. и като самостоятелно издание. Още с началните публикации историята има огромен успех и става бестселър. Тя има две филмови екранизации през 1960 г. и 1988 г. По време на нацизма е романът забранен поради проамериканската си насоченост.
След 1945 г. работи в ежедневниците „Рундшау“ и „Берлинер Цайтунг“, където пише под псевдонима Фридолин.
Волфганг Бектъл е автор на множество книги, които са преведени на няколко езика. Повечето от тях са на приключенски теми със силен биографичен елемент и разказват за любовта към природата, за животните, и за чуждите страни.
Синът му Волфганг Бектъл е писател и фотограф-натуралист, а дъщеря му Сибил Дуриан – детска писателка и сценарист.
Волфганг Бектъл умира на 8 ноември 1969 г. в Берлин, Германия.

## Произведения
- Момчето от сандъка, Kai aus der Kiste (1924, 1926)
- Stabusch (1928)
- Mein Ferienbuch (1929)
- Die Hand durchs Fenster (1930)
- Малкия цар на ..., Auf, nach der Kokosinsel! (1930, 1934)
- „Achtung! Großaufnahme!“ Ursula dreht einen Film. Ein lustiges Buch für Mädel (1935)
- Die lieben Tiere (1937)
- Infanterieregiment Grossdeutschland greift an. Die Geschichte eines Sieges (1942)
- Der kleine Gustav (1948) – с илюстрации от Алберт Шьофер
- Der See im Glas. Ein Aquariumbuch für Jung und Alt (1951)
- Eliza und die Seeräuber (1953)
- Робър, Robber (1955) – с илюстрации от Ханс Бетке
- Lumberjack. Abenteuer in den Wäldern Nordamerikas (1956) – с илюстрации от Рупрехт Халер, издадена и като „Ich war im wilden Westen“
- Der Salamanderklub (1957) – с илюстрации от Рупрехт Халер
- Die Glühköpfe (1961) – с илюстрации от Рупрехт Халер
- Erzähl von deinen Tieren (1963) – с илюстрации от Ханс Балцер
- 100 Tiere von A bis Z (1966) – с илюстрации от Райнер Зайгер
- Fangt den Seeräuber Bonito (1967) – с илюстрации от Герхард Гощман
- Mister Kong (1968) – с илюстрации от Герхард Рапус
- Kleine Tiere in der großen Stadt (1970) – с илюстрации от Ерхард Шрайер
- Der Mann im Biberbau. Die Abenteuer des Jägers John Colter (1973) – с редакцията на Сибил Дуриан

### Издадени в България
- Малкия цар на ... (1933)
- Момчето от сандъка (1946)
- Робър (1964)

### Преводи
- Ърнест Томпсън Ситън: Rolf, der Trapper (1920)
- Ърнест Томпсън Ситън: Wilde Tiere zu Hause (1920)
- Едгар Алън По: Събрани съчинения (1922) – с други преводачи